# Borja Etchart

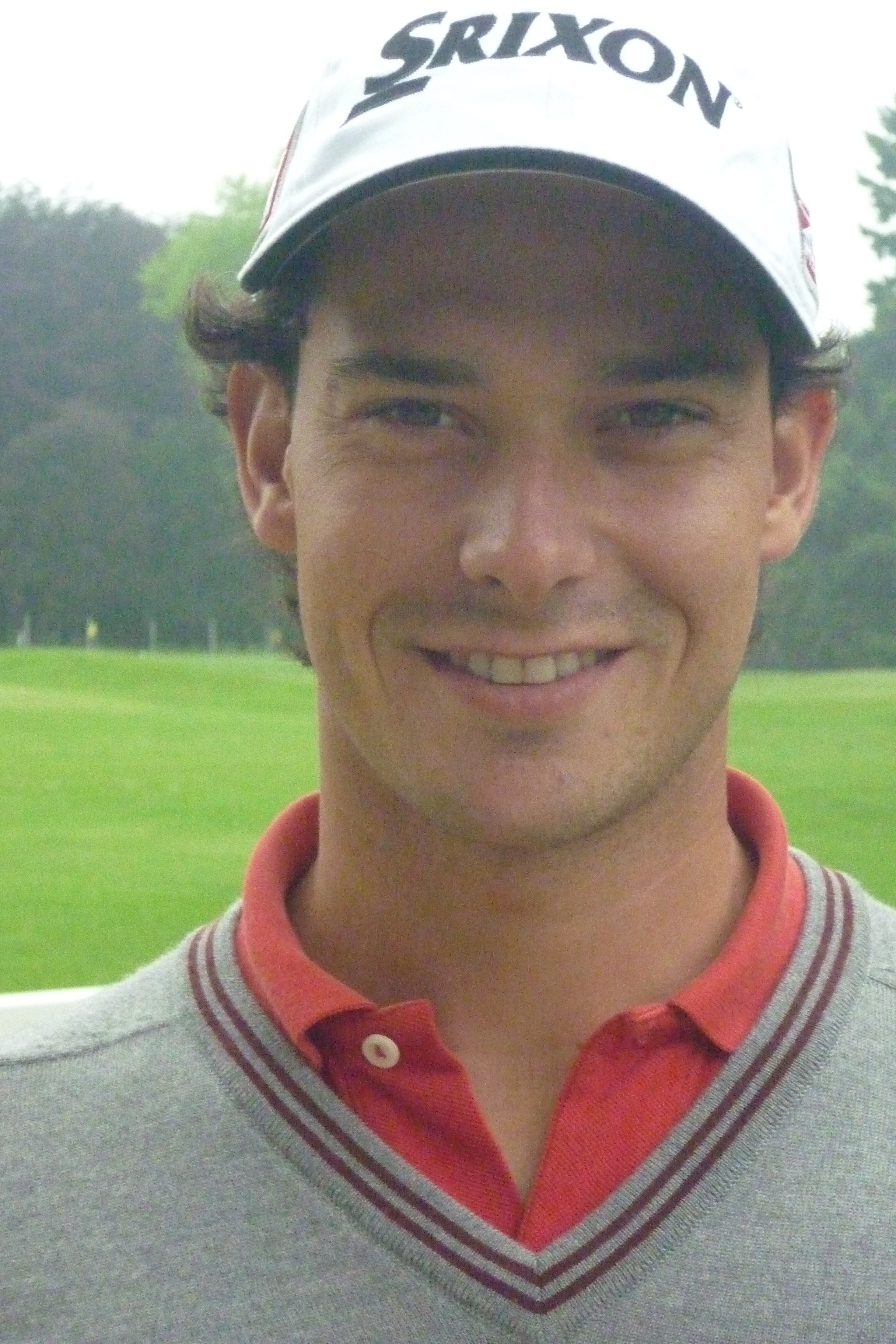
Telenet Trophy 2012

Borja Etchart (13 april 1986) is een Spaanse golfer

## Amateur
Borja had in 2007 handicap + 2,6.

### Gewonnen

#### Nationaal
- Spaans jeugdkampioenschap onder 18 jaar (73-68-72)
- 2008: Kampioenschap van Barcelona (73-73-71-71)

### Teams
- Copa Vasca: 2006 met Teresa Urquizu
- 2008: Europees Landen Team Kampioenschap met Juan Sarasti, Moisés Cobo, Pedro Oriol en Jorge Campillo

## Professional
In 2010 won hij Stage 1 van de Tourschool op Ribagolfe. Hij haalde de finale en was een van de zes Spaanse spelers die een tourkaart bemachtigden.